# Cespitularia
Cespitularia is een geslacht van neteldieren uit de klasse van de Anthozoa (bloemdieren).

## Soorten
- Cespitularia coerula May, 1898
- Cespitularia densa Tixier-Durivault, 1966
- Cespitularia erecta Macfadyen, 1936
- Cespitularia exigua Verseveldt, 1970
- Cespitularia hypotentaculata Roxas, 1933
- Cespitularia infirmata Verseveldt, 1977
- Cespitularia mantoni Hickson, 1931
- Cespitularia mollis (Brundin, 1896)
- Cespitularia multipinnata (Quoy & Gaimard, 1833)
- Cespitularia quadriserta Roxas, 1933
- Cespitularia robusta Tixier-Durivault, 1966
- Cespitularia schlichteri Janes, 2008
- Cespitularia simplex Thomson & Dean
- Cespitularia stolonifera Gohar, 1938
- Cespitularia subviridus (Quoy & Gaimard, 1833)
- Cespitularia taeniata May, 1899
- Cespitularia turgida Verseveldt, 1971
- Cespitularia wisharti Hickson, 1931